# بیکتور بو
بیکتور بو (اسپانیایی: Víctor Bó‎؛ زادهٔ ۸ آوریل ۱۹۴۳) بازیگر و تهیه‌کننده فیلم اهل آرژانتین است.
از فیلم‌هایی که وی در آن‌ها نقش داشته‌است، می‌توان به نفرین‌شده و گوشت اشاره نمود.